# Противовоспалительные средства
Противовоспалительные средства — группа лекарственных средств, применяемых для лечения заболеваний, характеризующихся воспалительным процессом. В настоящее время противовоспалительные средства являются обязательным компонентом фармакотерапии многих заболеваний и патологических состояний.
Воспаление — сложный процесс, регулируемый многими веществами внутри организма. Клеточные элементы крови, участвующие в воспалении, выделяют такие биологически активные вещества, как простаноиды, лейкотриены, NO, фактор, активирующий тромбоциты (ФАТ; PAF1), гистамин, некоторые интерлейкины и др. Поэтому возможности фармакологической регуляции воспаления довольно разнообразны. Обычно они сводятся к подавлению выработки и высвобождения веществ, стимулирующих процесс воспаления.

## Классификация
По механизму действия делятся на препараты этиотропного и патогенетического воздействия. В общем виде, к этиотропным относят антимикробные средства — антибиотики, сульфаниламиды — применяемые главным образом при инфекционных процессах. Патогенетическое действие оказывают препараты, подавляющие воспалительные реакции, воздействуя на процесс их формирования.
По химическому составу делятся на:
1. Нестероидные противовоспалительные препараты
  1. Неселективные ингибиторы ЦОГ необратимого действия
  2. Неселективные ингибиторы ЦОГ обратимого действия
  3. Селективные ингибиторы ЦОГ-2
  4. Преимущественные ингибиторы ЦОГ-2
2. Стероидные противовоспалительные препараты (кортикостероиды)
  1. Системные глюкокортикостероиды
  2. Глюкокортикостероиды местного действия
3. Медленнодействующие противовоспалительные средства

## Нестероидные противовоспалительные препараты
Нестероидные противовоспалительные препараты (НПВП) облегчают боль, противодействуя ферменту циклооксигеназы (ЦОГ). Фермент ЦОГ сам по себе синтезирует простагландины, вызывая воспаление. В целом НПВП предотвращают синтез простагландинов, уменьшая или устраняя боль.
Некоторые распространённые примеры НПВП — аспирин, ибупрофен и напроксен.
Есть анальгетики, которые обычно сочетаются с противовоспалительными препаратами, но не обладают противовоспалительным эффектом. Примером является парацетамол. В отличие от НПВП, которые уменьшают боль и воспаление путём ингибирования ферментов ЦОГ, в 2006 году было показано, что парацетамол блокирует обратный захват эндоканнабиноидов, который только уменьшает боль. Парацетамол иногда комбинируют с НПВП (вместо опиоида) в клинической практике для усиления обезболивания НПВП, при этом всё ещё получая эффект уменьшения воспаления, вызванного НПВП (который не достигается при приёме опиоидов/парацетамола).